# Episodi di One Piece (decima stagione)
Questa lista comprende la decima stagione della serie televisiva anime One Piece, prodotta da Toei Animation, diretta da Kōnosuke Uda e tratta dall'omonimo manga di Eiichirō Oda.
La decima stagione è intitolata Saga di Thriller Bark (スリラーバーク篇?, Surirā Bāku hen) e raggruppa gli episodi dal 337 al 381. In essa i protagonisti, dopo avere incontrato lo scheletro Brook, giungono sull'isola di Thriller Bark dove Gekko Moria si impossessa delle loro ombre. I 45 episodi sono stati trasmessi in Giappone su Fuji TV dal 6 gennaio al 14 dicembre 2008 mentre la pubblicazione in DVD è avvenuta tra il 12 ottobre 2009 e il 12 dicembre 2010. In Italia gli episodi dal 337 al 372 sono andati in onda su Italia 1 dal 27 novembre 2009 al 29 gennaio 2010, mentre i restanti, dal 373 al 381, dal 9 al 21 giugno 2010.
Le sigle di apertura adottate sono Jungle P dei 5050 per gli episodi fino al 372 e We Are!: animation One Piece 10 shūnen Ver. (ウィーアー!〜アニメーション ワンピース 10周年Ver.〜?, We Are!: animēshon Wan Pīsu 10 shūnen Ver.), versione remixata della prima sigla We Are!, creata dal gruppo TVXQ, per gli episodi dal 373 alla fine della stagione. L'edizione italiana ha adottato invece come sigla unica di apertura e di chiusura Pirati all'arrembaggio di Cristina D'Avena e Antonio Divincenzo.

## Lista episodi
| Nº  | Titolo italiano Giapponese 「Kanji」 - Rōmaji - Traduzione letterale | In onda           | In onda          |
| Nº  | Titolo italiano Giapponese 「Kanji」 - Rōmaji - Traduzione letterale | Giapponese        | Italiano         |
| 337 | La nave fantasma 「魔の海突入!霧に浮かぶ謎のガイコツ」 - Ma no umi totsunyū! Kiri ni ukabu nazo no gaikotsu – "Arrivo nel mare demoniaco! Lo scheletro misterioso che vaga nella nebbia" | 6 gennaio 2008    | 27 novembre 2009 |
| 337 | La ciurma di Rufy si diverte mentre naviga sulla Thousand Sunny. Roronoa Zoro avvista un barile con la scritta tesoro, che perciò viene issato a bordo, pensando che al suo interno si trovino cibo e alcol, ma in realtà l'offerta ad un dio. Quando Monkey D. Rufy lo apre, però, ne esce un fuoco d'artificio che esplode in cielo; Nico Robin sospetta che possa essere una trappola e che abbiano appena attirato l'attenzione. In pochi minuti finiscono in una tempesta e la ciurma ne esce usando le pale motrici della nave, ma si ritrovano in una zona di mare coperta da una nebbia così fitta che sembra notte: il triangolo Florian. Usop inizia ad essere preso in giro dai compagni, che gli parlano di spettri, scheletri viventi e navi abbandonate. Poco dopo una vera nave fantasma fa la sua comparsa e a bordo si trova Brook intento a cantare e a bere tè. Rufy si esalta e decide di esplorarla; Nami e Sanji vengono estratti a sorte per accompagnarlo. Giunti a bordo i tre vengono accolti con gentilezza e umorismo da Brook. Rufy lo trova irresistibile: gli propone così di unirsi alla sua ciurma e Brook accetta. |                   |                  |
| 338 | Lo scheletro gentiluomo 「人に逢えた喜び! ガイコツ紳士の正体」 - Hito ni aeta yorokobi! Gaikotsu shinshi no shōtai – "Il piacere di incontrare altre persone! I veri sentimenti dello scheletro gentiluomo" | 13 gennaio 2008   | 30 novembre 2009 |
| 338 | Brook segue Rufy sulla Thousand Sunny e fa la conoscenza del resto dell'equipaggio. Si presenta e cerca di farsi accettare, ma sono tutti spaventati o stupiti. Al termine della cena, Brook spiega ai presenti la sua condizione: possiede il frutto del diavolo Yomi Yomi, che dona la possibilità di tornare in vita una volta morti. Cinquant'anni fa faceva parte di una ciurma pirata e con i suoi compagni raggiunse il triangolo Florian; lì la ciurma affrontò un'altra ciurma troppo forte e tutti furono uccisi. L'anima di Brook, grazie al suo potere, non raggiunse l'aldilà, tuttavia impiegò un intero anno a ritrovare il suo corpo in quel tratto di mare sempre buio e pieno di nebbia ed era ormai diventato scheletro. A quel punto la ciurma di Rufy si accorge che Brook non si riflette negli specchi e che non possiede nemmeno l'ombra. Brook spiega che questo non ha niente a che fare con il potere del frutto, e spiega che tempo fa gli fu rubata l'ombra e ciò lo costringe a non esporsi alla luce del sole altrimenti morirebbe. Per questo riflette sull'invito di Rufy e rifiuta l'offerta, perché non può sopravvivere fuori dal triangolo Florian. Tuttavia Rufy, deciso ad averlo in ciurma, decide di dare la caccia a Moria, ma Brook si rifiuta di nominarlo perché ritiene che l'uomo che gli ha rubato l'ombra sia troppo forte da sconfiggere. All'improvviso, Brook nota la presenza di un fantasma e pochi secondi dopo si accorge che attorno alle due navi si è appena chiuso un cancello: Thriller Bark ha bloccato loro ogni via di fuga. |                   |                  |
| 339 | Fenomeni misteriosi 「怪現象ぞくぞく! スリラーバーク上陸」 - Kai genshō zokuzoku! Surirābāku jōriku – "Un mistero dopo l'altro! Sbarco a Thriller Bark" | 20 gennaio 2008   | 2 dicembre 2009  |
| 339 | Brook spiega a Nami che il suo Log Pose non sente la presenza di Thriller Bark perché l'isola è originaria del Mare Occidentale. Subito dopo scende dalla nave di Rufy, raccomandando ai suoi nuovi amici di non fare altrettanto. Rufy vuole però assolutamente visitare l'isola e Robin e Franky si offrono di seguirlo. Franky mostra ai suoi compagni un'imbarcazione a vapore custodita nel secondo canale del Soldier Dock System della Thousand Sunny: la Mini Merry 2. Usop, Nami e TonyTony Chopper vi salgono a bordo e navigano nelle acque circostanti finché i loro amici non li sentono urlare. Contemporaneamente sulla Thousand Sunny iniziano ad accadere fenomeni misteriosi: l'ancora viene calata senza che venga toccata e e un uomo invisibile inizia a seminare il caos sul ponte. Nami Usop e Chopper sono caduti in un fossato profondo e decidono di trovare un modo per risalire in superficie, cosicché sia più facile recuperarli. Tuttavia si trovano di fronte un cerbero e iniziano a fuggire inseguiti dalla bestia feroce. Dopo avere raggiunto una foresta Usop utilizza un proiettile fumogeno per seminare l'animale. I tre pirati si nascondono su un albero, dove incontrano Hildon, uno strano pipistrello, che si offre di scortarli con una carozza fino alla villa di Hogback. |                   |                  |
| 340 | Hogback, l'uomo chiamato genio 「天才と呼ばれた男! ホグバック現る!」 - Tensai to yobareta otoko! Hogubakku awararu! – "L'uomo chiamato genio! Hogback entra in scena!" | 27 gennaio 2008   | 4 dicembre 2009  |
| 340 | Usop, Nami e Chopper accettano l'offerta di farsi scortare fino alla villa di Hogback. Durante il viaggio, Chopper spiega ai suoi amici che Hogback è un chirurgo che ha salvato centinaia di vite, anche se ad un certo punto non se ne è saputo più nulla. I tre pirati osservano la foresta e scorgono fantasmi alberi con facce umanoidi e animali stranissimi. Terrorizzati implorano Hildon di riportarli alla spiaggia, Hildon esce dalla carrozza. In realtà Usop, Nami e Chopper vengono abbandonati in mezzo ad un cimitero e all'improvviso alcuni zombie iniziano a sbucare da sottoterra per poi avvicinarsi alla carrozza. I tre vengono aggrediti, ma riescono a scampare all'attacco e fuggono fino alla villa, che è il posto sicuro più vicino. Giunti alla dimora, vengono accolti da Cindry che scaglia molti piatti addosso ad Usop e da Hogback, che li invita ad entrare. Una volta all'interno, gli ospiti chiedono ad Hogback quale sia il segreto della foresta che li circonda. Hogback gli spiega che non ne sa nulla e di essere giunto fin lì proprio per studiarli, ma quando Chopper gli chiede di visitare il suo laboratorio, Hogback glielo vieta categoricamente. Inoltre quando Usop lo informa che Brook è sbarcato sull'isola, Hogback si preoccupa. |                   |                  |
| 341 | Nami e l'uomo invisibile 「ナミ大ピンチ! ゾンビ屋敷と透明人間」 - Nami dai pinchi! Zonbi yashiki to tōmei ningen – "Nami in grossi guai! La villa zombie e l'uomo invisibile" | 3 febbraio 2008   | 7 dicembre 2009  |
| 341 | Nami, Usop e Chopper raggiungono le stanze degli ospiti; lei si fa una doccia e intanto rivela i suoi sospetti ai compagni: anche la villa è piena di zombie. All'improvviso, Nami sente una voce all'interno della stanza e subito dopo viene afferrata per un polso da Absalom, che è invisibile. Usop e Chopper entrano nel bagno perché sospettano che ci siano problemi e così Absalom fugge dalla finestra. Nel frattempo la Thousand Sunny, la Mini Merry e la nave di Brook vengono catturate in grosse ragnatele, quindi la ciurma salpa a Thriller Bark. I pirati si imbattono in Cerbero e Rufy lo sconfigge con un pugno, costringendolo a portarlo in groppa. Procedendo incontrano creature sempre più bizzarre. Hogback invece si incontra con Absalom e Perona; i tre parlano dei nuovi arrivati e decidono di attaccarli. Nami Usop e Chopper tornano nella sala da pranzo e vengono attaccati da numerosi zombie che escono dai quadri e da animali impagliati, che li circondano. |                   |                  |
| 342 | Il mistero degli zombie 「ゾンビの謎!悪夢のホグバック研究所」 - Zonbi no nazo! Akumu no Hogubakku kenkyūsho – "Il mistero degli zombie! Il diabolico laboratorio di ricerche del dr. Hogback" | 10 febbraio 2008  | 9 dicembre 2009  |
| 342 | Nami Usop e Chopper cercano di sfuggire agli zombie e tramite un passaggio segreto in un camino finiscono in un corridoio segreto della villa. Anche lì continuano ad essere inseguiti finché non raggiungono una stanza piena di fotografie di Cindry e di libri che ne parlano. Si scopre che si chiamava Victoria Cindry ed era una famosa attrice teatrale, nonostante lei abbia detto ai pirati di essere una domestica, ma nelle foto non si vedono le sue suture e Nami sfogliando un libro scopre con orrore che è morta dieci anni prima cadendo dal palco. I tre pirati abbandonano la stanza e riprendono la fuga quando da un baule esce un altro zombie che li spaventa. Il gruppo di Rufy continua a vagare per l'isola finché non viene raggiunto da alcuni fantasmi. Franky, Rufy e Zoro vengono attraversati da essi e cadono in un profondo stato di depressione, dopodiché i fantasmi se ne vanno. Quando si riprendono, ricominciano ad avanzare fino a raggiungere il cimitero. Anche loro vengono attaccati dagli zombie che prima avevano assalito i loro compagni, ma se ne sbarazzano senza difficoltà. Il gruppo di Nami raggiunge il laboratorio di Hogback in cui si trova insieme a Cindry iniziando a spiare di nascosto le sue azioni. Proprio in quel momento Hogback sta terminando la sua opera: la creazione di uno zombie. Alle loro spalle fa poi la sua comparsa Ryuma, che ha la stessa voce di Brook. |                   |                  |
| 343 | La trappola di Moria 「その名はモリア!影を握る大海賊の罠」 - Sono na wa Moria! Kage o nigiru dai kaizoku no wana – "Il suo nome è Moria! La trappola del grande pirata ladro di ombre" | 17 febbraio 2008  | 11 dicembre 2009 |
| 343 | Rufy interroga gli zombie che ha appena sconfitto e scopre che i loro compagni si sono diretti verso la villa. Mentre anche il suo gruppo segue lo stesso percorso i cinque pirati vengono fermati da Spoil, un vecchietto che ha perso l'ombra. Spoil li implora di sconfiggere Gekko Moria, membro della Flotta dei Sette, che ha rubato la sua ombra e quelle di molte altre persone. Rufy, che aveva già intenzione di batterlo per restituire l'ombra a Brook, glielo promette. Usop, Nami e Chopper vengono sorpresi da Hogback, che rivela loro che sta per avere inizio una terribile notte per coloro che sono appena giunti sull'isola. Difatti Absalom raggiunge il cimitero e ordina agli zombie di rialzarsi in piedi e prepararsi a combattere; centinaia di fantasmi raggiungono la stanza di Perona, mentre tre piccoli zombie si occupano di svegliare Moria. Sta iniziando l'attacco notturno. La ciurma di Rufy scopre da Spoil con stupore che Thriller Bark non è una vera e propria isola, ma la nave pirata più grande del mondo. |                   |                  |
| 344 | L'attacco degli zombie 「ゾンビ歌の饗宴!夜討ちの鐘は闇の音」 - Zonbi songu no kyōen! Yōchi no kane wa yami no oto – "Festa della canzone degli zombie! La campana dell'irruzione notturna è un suono delle tenebre" | 24 febbraio 2008  | 14 dicembre 2009 |
| 344 | Ryuma, che si comporta come Brook, attacca Nami Usop e Chopper. Hogback spiega che lui è un samurai proveniente da Wa così potente da aver sconfitto un drago. I tre però non risentono dell'attacco e quindi si mettono a fuggire per poi svenire. Infatti gli attacchi di Ryuma fanno effetto solo dopo tre passi. Intanto Rufy e il suo gruppo raggiungono l'ingresso della villa di Hogback ed entrano. Vengono attaccati dagli zombie che poco prima avevano tentato di catturare i loro compagni, ma li sconfiggono facilmente. Usop, Chopper e Nami vengono rinchiusi in una bara per poi essere spostati altrove; nel frattempo centinaia di zombie entrano nella villa. I pirati interrogano lo zombie Grunfchuck riguardo alla sorte dei loro compagni, ma si accorgono che Sanji non è più con loro. Nonostante questo decidono di continuare a cercare gli altri tre insieme a Grunfchuck con sé affinché li guidi. Mentre gli zombie all'interno della villa ballano in previsione dell'attacco ai danni dei nuovi arrivati Absalom raggiunge una cripta piena di bare e ne risveglia gli occupanti: si tratta dei general zombie i più forti tra quelli che abitano Thriller Bark. |                   |                  |
| 345 | Una giungla di zombie 「動物いっぱい?ペローナの不思議の庭」 - Dōbutsu ippai? Perōna no wandāgāden – "Pieno di animali? Il giardino delle meraviglie di Perona" | 2 marzo 2008      | 16 dicembre 2009 |
| 345 | Absalom invia i general zombie a caccia della ciurma di Rufy. Laura gli si avvicina e gli chiede di sposarla, per poi cercare di costringerlo con la forza, ma Absalom non vuole, perché lei è uno zombie-facocero. Absalom le spiega di avere deciso di sposare Nami, così Laura parte alla sua ricerca per ucciderla. Nel frattempo Perona va verso la Sunny per depredarla e affida la sua stanza a Kumacy. Il gruppo di Rufy vaga per villa alla ricerca dei compagni scomparsi e non si accorge di essere seguito. Nami, Usop e Chopper vengono trasportati finché la bara che li contiene non cade a terra e si apre nel giardino delle meraviglie di Perona; i tre pirati riprendono i sensi e cercano di capire cosa gli sia successo. Mentre riflettono su cosa sia meglio fare vengono raggiunti da un numeroso gruppo di zombie con le sembianze di animali, gli wild zombie, che li attaccano, tre cui tre pinguini, dei quali uno con la faccia da cane e col nome di Inuppe. Dopo alcuni minuti Usop e Chopper crollano a terra sconfitti; appare anche Inuppe che si intromette e protegge Nami perché non vuole attaccare le donne, esattamente come avrebbe fatto Sanji. Rufy, Robin e Franky intanto, si accorgono che anche Zoro è sparito. |                   |                  |
| 346 | Zombie indistruttibili 「消える麦わら一味!現れた謎の剣士!」 - Kieru Mugiwara ichimi! Arawareta nazo no kenshi! – "Scompare l'equipaggio di Cappello di Paglia! Appare il misterioso spadaccino!" | 9 marzo 2008      | 17 dicembre 2009 |
| 346 | Robin e Franky si chiedono dove siano finiti i loro compagni mentre continuano a cercarli assieme a Rufy. I tre raggiungono una sala. Poco dopo numerose altre creature li raggiungono: i pirati decidono di evitare di affrontarle e di separarsi per aggirarle. Absalom cerca senza successo di fermare Laura, che vuole uccidere Nami. In quello stesso momento Nami, Usop e Chopper osservano Inuppe mentre attacca i suoi compagni e Nami non ha dubbi sul fatto che possieda la stessa personalità di Sanji. Zoro si ritrova all'interno di una bara, da cui Moria lo estrae. In pochi istanti Zoro perde i sensi e viene gettato assieme a Sanji, che ha già subito la stessa sorte. Rufy, Robin e Franky cercano di liberarsi il passaggio, ma gli zombie sono sempre più numerosi e ogni volta che vengono colpiti si rialzano. All'improvviso uno zombie di nome di nome Jigoro del Vento attacca Rufy con la stessa tecnica di Zoro. Franky e Robin riescono a sfuggire agli zombie e a raggiungere un ponte, ma continuano ad essere inseguiti. Scoprono che anche Rufy è stato catturato e rinchiuso in una bara che viene trasportata su una fune che passa sopra di loro, così cercano di raggiungerlo, ma la strada è sbarrata da Tararan, un grosso ragno che aveva intrappolato la Sunny nella ragnatela. I due compagni si ritrovano circondati e senza vie d'uscita. |                   |                  |
| 347 | L'inseguimento delle spose 「残る騎士道!ナミを守る裏切りゾンビ」 - Nokoru kishidō! Nami o mamoru uragiri zonbi – "L'ultimo cavaliere! Lo zombie traditore che difende Nami" | 16 marzo 2008     | 18 dicembre 2009 |
| 347 | Laura insegue Nami, che prima viene difesa da Inuppe e poi rapita da Absalom che sfrutta la sua invisibilità; tuttavia, riesce a liberarsi temporaneamente dell'uomo e a fuggire insieme a Chopper e Usop, sempre inseguita dai due. Absalom da degli ordini agli zombie, nonostante non siano suoi ma di Perona, ma Inuppe si ribella ma viene sconfitto facilmente. Nel frattempo, Franky e Robin distruggono il ponte su cui si trovano insieme agli zombie che li hanno circondati, facendoli precipitare nel cortile sottostante; provano, quindi a raggiungere Rufy che è stato rapito, tuttavia gli zombie si riprendono subito dalla caduta e minacciano di attaccarli. A questo punto inaspettatamente, dal cielo precipita Brook che va a finire nel cortile in cui si trovano gli zombie. |                   |                  |
| 348 | Una nuova amicizia 「空から参上!剣狭ハナウタはあの男!」 - Sora kara sanjō! Kenkyō hanuta wa ano otoko! – "Un arrivo dal cielo! Quell'uomo è lo spadaccino canterino!" | 23 marzo 2008     | 21 dicembre 2009 |
| 348 | Laura si prepara ad uccidere Nami, ma si ferma quando sente che lei non ha intenzione di sposare Absalom. Nami mente dicendo di essere un uomo di nome Namizu inoltre inizia a darle dei consigli per aiutarla a conquistare Absalom e si fa spiegare dove si trova il tesoro di Moria. Dopodiché Laura riparte per dare la caccia ad Absalom. Nami, Usop e Chopper continuano a cercare di nascondersi da Absalom e si infilano involontariamente all'interno del corpo di Kumacy. Kumacy cerca di informare Perona, appena ritornata a mani vuote dalla Sunny di quanto accaduto, ma viene prontamente zittito. Mentre insieme ad Absalom viene convocata da Moria per assistere dello zombie numero 900 con l'ombra di RUfy, Hildon li informa che sull'isola è sbarcato anche Brook. Entrambi si preoccupano nel sentire la notizia. Franky e Robin scoprono che non si sono ancora sbarazzati di Tararan; i due pirati lo attaccano. Nico Robin col suo potere riesce a far accecare Tararan con le sue ragnatele, mentre Franky utilizza un'enorme ninjako creato da lui per colpirlo. I sottoposti però riescono ad intrappolare i due pirati nelle loro indistruttibili ragnatele. Tararan e i suoi assistenti però si paralizzano dal terrore quando sentono una certa voce intonare una canzone: si tratta di Brook, che riesce a sconfiggere Tararan senza essere visto mentre lo colpisce. |                   |                  |
| 349 | Scheletri e gabbie 「ルフィ緊急事態!最強の影の行き先!」 - Rufi kinkyūjitai! Saikyō no kage no ikisaki! – "Rufy in pericolo! La destinazione dell'ombra più forte!" | 30 marzo 2008     | 22 dicembre 2009 |
| 349 | Brook fa uscire l'ombra di Tararan purificandolo e spiega che le ragnatele possono essere sciolte col fuoco. Allora dopo che Franky e Robin si sono liberati, Brook gli racconta la sua storia a Thriller Bark. Lui non poteva più viaggiare con la sua nave poiché il timone era rotto e cinque anni prima, quando essa si imbatté in Thriller Bark, esplorò l'isola finché non venne catturato e Moria grazie al frutto Shadow Shadow gli rubò l'ombra che fu inserita in uno dei corpi che Hogback prepara da anni per Moria, dando vita a Ryuma. Absalom, Hogback e Perona raggiungono Moria e si preparano ad assistere alla creazione dello zombie. Rufy cerca di sfuggire al suo destino, ma i fantasmi di Perona lo privano della volontà. Rufy viene appeso e una forte luce viene accesa alle sue spalle. Moria allunga il braccio e senza fatica afferra la sua ombra; usando un paio di forbici la taglia e non appena avviene la separazione, Rufy perde i sensi. |                   |                  |
| 350 | I segreti dello scheletro 「魔人と呼ばれた戦士!!オーズ復活の時」 - Majin to yobareta senshi!! Ōzu fukkatsu no toki – "Il guerriero chiamato demone!! Il momento della risurrezione di Odr" | 20 aprile 2008    | 23 dicembre 2009 |
| 350 | Moria si prepara a dare vita allo zombie numero 900. Ognuno ha uno scopo nella ciurma; Absalom vuole diventare il re delle tombe, Perona invece vuole trasformare le cose carine in zombie, mentre Moria vendicarsi di Kaido. Mentre inizia a dirigersi verso il luogo in cui è custodito lo zombie alcuni Spider Mice informano Absalom che Tararan e molti altri zombie di basso livello sono stati sconfitti da Brook, che è ritornato sull'isola. I misteriosi tre si chiedono come faccia Brook a sapere il punto debole degli zombie e Moria li ordina di occuparsi di lui più tardi. Brook, nel frattempo, spiega a Robin e a Franky che i loro compagni rapiti si trovano probabilmente privi di sensi sulla loro nave. Coloro che perdono l'ombra infatti, dormono per due giorni e in quel lasso di tempo le persone vengono mandate alla deriva in modo che non possano tornare per recuperare la propria ombra. Inoltre Brook rivela che gli zombie possiedono una debolezza: il sale, che è capace di purificarli perché possiede in sé l'essenza del mare, che inibisce i frutti del diavolo. Brook conosce tutte queste cose perché poco dopo avere subito il furto dell'ombra, riuscì a tornare a Thriller Bark dove le scoprì per caso; quando però si trovò faccia a faccia con Ryuma che possedeva la sua ombra, fu sconfitto e mandato nuovamente alla deriva. Al termine del racconto, Brook riparte alla ricerca di Ryuma anche se i due hanno appena terminato di combattere, con lo scheletro che ne è uscito sconfitto. Absalom, Perona, Hogback, Cindry e Kumacy seguono Moria e raggiungono la stanza in cui è custodito il corpo congelato dello zombie Odr, detto il "Trascina isole" perché spostò l'isola in cui era imprigionato ed era tre volte più grande degli altri giganti. |                   |                  |
| 351 | Risveglio dopo 500 anni 「500年ぶりの目覚め!!オーズ開眼!!」 - Gohyakunen buri no mezame!! Ōzu kaigan!! – "Sveglio dopo 500 anni!! Odr vive di nuovo!!" | 27 aprile 2008    | 28 dicembre 2009 |
| 351 | Moria inserisce l'ombra che ha sottratto a Rufy nel corpo di Odr che in poco tempo ricomincia a muoversi. Nami, Usop e Chopper non riescono a trattenere le urla di terrore e cadono fuori dal corpo di Kumacy, facendosi scoprire da Absalom e Perona. Odr si comporta come Rufy, e quindi chiede che gli sia data della carne, e il suo urlo permette a Nami, Usop e Chopper di scappare, ma non appena Absalom se ne accorge, parte all'inseguimento della ragazza. Durante la fuga, Chopper comprende che Hogback ha a cuore solamente i propri interessi e lo fa sfruttando i corpi dei persone defunte. I tre continuano a dirigersi verso la Thousand Sunny perché credono che sia il luogo dove hanno portato Rufy, Zoro e Sanji, ma all'improvviso Absalom li raggiunge e colpisce con il fuoco Usop e Chopper. Subito dopo afferra Nami, facendola diventare invisibile e fugge. Decine di soldier zombie circondano i pirati e stanno per catturarli, quando Franky e Robin intervengono purificando molti di essi e ribaltando la situazione. |                   |                  |
| 352 | L'insaziabile zombie 「信念の命乞い!!アフロを守るブルック」 - Shinnen no inochigoi!! Afuro o mamori Burukku – "Convinzione così forte da implorare la vita di qualcuno!! Brook protegge il suo afro" | 4 maggio 2008     | 29 dicembre 2009 |
| 352 | Brook raggiunge la cima della torre dove Ryuma lo sta aspettando. Franky, Robin, Usop e Chopper invece si dirigono alla Thousand Sunny, dove hanno intenzione di svegliare Rufy, Zoro e Sanji per andare con loro a riprendere le ombre e Nami. Nel frattempo Odr mostra di essere sotto l'influenza dell'ombra che lo anima, quella di Rufy: gli zombie continuano a portargli moltissimo cibo, ma Odr continua a mangiare senza dare segni di essere sazio. Moria gli spiega di averlo fatto tornare in vita, ma Odr si rifiuta di accettarlo e decide di uscire all'aperto. Brook ripensa alla sua avventura di cinque anni prima a Thriller Bark: vagava per l'isola con la speranza di trovare Ryuma che possedeva la sua ombra e nel frattempo scoprì il punto debole degli zombie e gli purificò. Per questo motivo fu Ryuma a raggiungerlo con l'intenzione di sconfiggerlo e fermare la sua opera. Durante il duello, Ryuma si mostrò superiore in tutto e Brook dovette impegnarsi affinché non gli tagliasse la sua preziosa capigliatura afro. I due spadaccini iniziano poi nuovamente a combattere. Nel frattempo Absalom ordina di preparare Nami affinché possano essere celebrate le loro nozze. |                   |                  |
| 353 | Le promesse non muoiono mai 「男の誓いは死なず!!遠い空で待つ友へ」 - Otoko no chikai wa shinazu!! Tōi sora de matsu tomo e – "Il giuramento di un uomo non muore mai!! All'amico che aspetta sotto un cielo molto distante" | 11 maggio 2008    | 30 dicembre 2009 |
| 353 | Usop, Franky, Chopper e Robin raggiungono la Thousand Sunny e scoprono che è stata messa a soqquadro. Nella cucina trovano Rufy, Zoro e Sanji addormentati profondamente, ma Usop riesce a svegliarli facendo leva sulle loro passioni. I tre pirati si accorgono che l'ombra è stata loro rubata, che non c'è più cibo sulla nave e che Nami è stata rapita, così vengono aggiornati su quanto è accaduto. Franky, inoltre, rivela ai suoi compagni ciò che Brook gli ha raccontato di sé. Ciò che per cinquant'anni gli ha dato la forza per continuare a vivere è stata la promessa che la sua ciurma fece a Lovoon, lasciato in un certo posto. L'equipaggio gli promise che un giorno sarebbe tornato, ma qualche tempo dopo tutti morirono durante un attacco subito nel triangolo Florian. Brook intenzionato a non rompere la promessa fatta, trovò il coraggio di restare in attesa di riuscire a lasciare quelle acque e tornare da Lovoon, lasciato al promontorio Futago. Rufy Usop, Sanji e Zoro si ricordano così di avere incontrato Lovoon al loro ingresso nella Rotta Maggiore. |                   |                  |
| 354 | L'attesa di un amico 「必ず会いに行く！！ブルックと約束の岬」 - Kanarazu ai ni iku!! Burukku to yakusoku no misaki – "Ci rincontreremo sicuramente!! Brook ed il promontorio della promessa" | 18 maggio 2008    | 4 gennaio 2010   |
| 354 | I pirati ripensano a quando al termine della discesa dalla Reverse Mountain, la Going Merry si schiantò contro Lovoon. Rufy provocò Lovoon, che aprì la bocca e ingerì la nave. All'interno del suo stomaco i pirati fecero la conoscenza di Crocus, che si occupava di mantenere Lovoon in salute. Crocus raccontò ai pirati la storia di Lovoon e della promessa di tornare che una ciurma gli aveva fatto. I pirati però non tornarono più e Crocus cercò spiegare a Lovoon che non li avrebbe più rivisti, ma Lovoon non volle sentire ragioni e iniziò a colpire con la testa la Linea Rossa. Rufy allora attaccò Lovoon apparentemente senza motivo. Dopo qualche minuto, Rufy dichiarò che la sfida era terminata con un pareggio. Il suo scopo infatti era solo quello di dare a Lovoon un nuovo motivo per vivere: l'attesa per una rivincita. Inoltre Rufy disegnò il proprio Jolly Roger sulla fronte di Lovoon per spingerlo a non scontrarsi più contro la Linea Rossa. Nel frattempo, Brook continua a combattere contro Ryuma, ma è in svantaggio: viene trafitto e alcuni capelli gli vengono tagliati. Ryuma deride la volontà di Brook di proteggere ad ogni costo la sua capigliatura afro, ma Brook ha un buon motivo per farlo. Dopo avere perso i compagni e l'aspetto fisico infatti i capelli rappresentano l'unica cosa che Lovoon riconoscerà quando i due si ricongiungeranno e Brook è sicuro che un giorno succederà. Rufy è sempre più deciso su Brook e con la sua ciurma si prepara ad assaltare Thriller Bark. |                   |                  |
| 355 | Il contrattacco dei pirati 「メシとナミと影！！ルフィ怒りの大反撃」 - Meshi to Nami to kage!! Rufi ikari no daihangeki – "Cibo, Nami ed ombre!! Il contrattacco furioso di Rufy" | 25 maggio 2008    | 5 gennaio 2010   |
| 355 | Per riprendersi le ombre, le provviste di cibo che sono state rubate sulla Thousand Sunny e salvare Nami, i membri della ciurma di Rufy si addentrano di nuovo nella villa: il pirata è intenzionato a sconfiggere Moria affinché tutti riottengano le proprie ombre e Brook possa così entrare nella ciurma. Allora Zoro e Franky si dirigono da Brook per aiutare a sconfiggere la sua ombra, mentre il resto della ciurma si prepara per liberare Nami ed attaccare Moria per poi liberare Thriller Bark. Hogback infastidito dal fatto che in un momento critico Absalom stia celebrando il proprio matrimonio, chiede a Moria di comandare gli zombie, mentre Perona afferma che non c'è da preoccuparsi perché è in grado di bloccare tutti con i suoi poteri. Rufy e Sanji sconfiggono diversi zombie, ma i fantasmi di Perona li mettono fuori combattimento e l'improvvisa caduta di Odr dall'albero maestro della nave salva gli altri dividendo però Robin, Chopper e Rufy da Usop e Sanji; questi ultimi ritrovano Franky e Zoro. |                   |                  |
| 356 | Usopp contro i fantasmi 「ウソップ最強?ネガティブは任せとけ」 - Usoppu saikyō? Negatibu wa makasetoke – "Usop il più forte? Lasciate il negativo a me" | 1º giugno 2008    | 7 gennaio 2010   |
| 356 | Rufy, Chopper e Robin continuano ad avanzare finché raggiungono la stanza in cui si trovano Hogback e Cindry. Questa cerca di fermare i pirati, così Robin e Chopper decidono di affrontarli per permettere a Rufy di raggiungere Moria. Dopo che Rufy se ne è andato, Jigoro e Inuppe si presentano nella stanza ed Hogback ordina loro di attaccare i pirati. Rufy invece raggiunge la stanza in cui si trova Moria. Zoro, Sanji Usop e Franky credono che Odr voglia attaccarli, ma in realtà Odr non bada a loro e si allontana. Franky costruisce un ponte per dirigersi da Perona e i pirati raggiungono le stanze di Perona; Perona decide di attaccarli utilizzando il frutto Horo Horo con cui genera dei fantasmi che attraversano i loro corpi. Immediatamente tutti e quattro ne subiscono l'effetto e iniziano a deprimersi, così Perona ordina agli wild zombie di catturarli. All'improvviso, molti di essi ingoiano del sale e vengono purificati da Usop, che ha solo fatto finta di subire gli effetti del frutto del diavolo di Perona. Il suo naturale pessimismo infatti, lo rende immune ai fantasmi che privano dell'autostima. Usop ordina ai suoi compagni di affrontare gli zombie mentre affronterà Perona, ma i tre fuggono impauriti lasciandolo nei guai. |                   |                  |
| 357 | Fuga dagli zombie 「将軍ゾンビ瞬殺！！オーズは冒険気分！！」 - Jeneraru zonbi shunsetsu!! Ōzu wa bōken kibun!! – "General Zombie subito sconfitti!! Lo spirito avventuriero di Odr!!" | 8 giugno 2008     | 8 gennaio 2010   |
| 357 | Perona non crede ai propri occhi: Usop è immune ai suoi poteri. Anche Usop però è preoccupato perché sa di essere in svantaggio contro tutti gli zombie presenti. Molti di essi vengono purificati con il sale, ma gli altri iniziano ad inseguirlo per ucciderlo. All'ultimo piano del palazzo principale, Brook sta ancora affrontando Ryuma con la speranza di riprendersi la propria ombra, ma è in difficoltà. Ryuma decide di concedergli un'ultima possibilità, ma alla fine Brook crolla a terra. Ryuma si prepara a tagliare la preziosa capigliatura afro di Brook, ma viene interrotto da un'improvvisa scossa e dall'arrivo di Franky e Zoro. Absalom cerca di baciare Nami, ma le scosse glielo impediscono. Esse sono causate da Odr, che sta giocando con il timone di Thriller Bark, così Absalom invia i general zombie a fermarlo. Odr però con la sua stazza e la sua forza li sconfigge tutti quanti in pochi istanti. Sanji raggiunge Absalom e si prepara ad affrontarlo, mentre Zoro decide di combattere con Ryuma per impossessarsi della sua spada. |                   |                  |
| 358 | Scontri fra zombie e pirati 「炎の騎士サンジ！！蹴り潰せの偽り挙式」 - Honō no naito Sanji!! Keri tsubuse itsuwari no kyoshiki – "Sanji, il cavaliere infuocato!! Calcia via la falsa cerimonia" | 15 giugno 2008    | 11 gennaio 2010  |
| 358 | Rufy attacca Moria, che invece di difendersi lascia che sia la propria ombra a combattere. Rufy non riesce a superare quell'ostacolo, che continua ad intercettare tutti i suoi colpi. Anche Usop è in difficoltà contro gli zombie di Perona, che cercano di ucciderlo. Vengono però purificati con il sale e con il fuoco, finché non rimane solo Kumacy. A questo punto, Perona decide di fuggire, ma viene inseguita da Usop, che a sua volta è inseguito da Kumacy. Sanji recupera Nami ancora addormentata e Absalom lo attacca per riprendersela. Absalom crede che Sanji sia debole perché la sua ombra è stata inserita in Inuppe, ma deve ricredersi quando viene colpito dai calci del cuoco. Sanji lo colpisce a ripetizione per quello che Absalom ha fatto alle sue compagne, ma sostiene che ci sia anche un'altra ragione. |                   |                  |
| 359 | Conto in sospeso 「スケスケの因縁?奪われたサンジの夢」 - Suke Suke no innen? Ubawareta Sanji no yume – "Connessione invisibile? Il sogno rubato di Sanji" | 22 giugno 2008    | 12 gennaio 2010  |
| 359 | Absalom non capisce perché Sanji sostenga che i due abbiano un conto in sospeso. Cerca di attaccarlo di nuovo, ma Sanji sembra essere perfettamente a conoscenza delle potenzialità del frutto Suke Suke. Sanji lesse infatti l'enciclopedia dei frutti del diavolo, si interessò proprio a quel frutto e volle quindi mangiarlo; il fatto che Absalom lo abbia già ingerito, però, ha reso irrealizzabile il suo sogno. Sanji colpisce Absalom, che decide di diventare invisibile per essere in vantaggio. In questo modo riesce a colpire ripetutamente Sanji, che alla fine non riesce a restare in piedi e crolla sulle ginocchia. Absalom però commette l'errore di avvicinarsi troppo, così Sanji riesce ad afferrargli una gamba e a contrattaccare, mandandolo a schiantarsi contro un muro. Rufy continua ad avere difficoltà ad affrontare l'ombra di Moria, che è indistruttibile e non conosce la fatica. Anche Usop prosegue il suo faticoso inseguimento di Perona e la fuga da Kumacy. Questo cerca di colpirlo con gli artigli e Usop perde di vista Perona. Quando Usop semina Kumacy creando un muro di fuoco, riprende a cercare Perona, che si lascia raggiungere: è sicura di vincere perché ha elaborato una strategia che le permetterà di vincere. |                   |                  |
| 360 | La principessa dei fantasmi 「助けて英雄！？ 敵は不死身のプリンセス」 - Tasukete hīrō!? Teki wa fujimi no purinsesu – "Salvate l'eroe!? Il nemico è la principessa invulnerabile" | 29 giugno 2008    | 13 gennaio 2010  |
| 360 | Mentre prosegue il combattimento fra Rufy e Moria Usop scopre che Perona è in grado di volare aumentare a suo piacimento la misura del proprio corpo ed essere immateriale, abilità che usa per prenderlo in giro e farlo spaventare. Quando però Usop pensa che essi non siano in grado di colpirsi a vicenda, Perona richiama dei piccoli fantasmi esplosivi che usa per attaccare Usop. Lui a quel punto indossa la maschera di Sogeking, che gli dà forza e lo aiuta a ragionare: dopo avere purificato Kumacy capisce che, mentre si era distratto il corpo e lo spirito di Perona si sono disgiunti e perciò, lancia un proiettile esplosivo dove capisce che è riposto il suo vero corpo. |                   |                  |
| 361 | Usopp e la strategia della menzogna 「ペローナ恐怖！？ 嘘のウはウソップのウ」 - Perona kyōhu!? Uso no U wa Usoppu no U – "Il terrore di Perona? La U di Uso è la U di Usop" | 6 luglio 2008     | 14 gennaio 2010  |
| 361 | Chopper incontra Jigoro, mentre Robin si imbatte in Inuppe. Iniziano quindi a combattere per cercare di riprendere le ombre dei loro amici. Usop cerca di colpire il corpo di Perona, ma lo manca e così lei ricomincia a combattere. Però si scopre che nel suo proiettile c'era della colla che ha bloccato Perona. Stavolta utilizza un fantasma più grande di almeno quattro volte quelli normali, che blocca Usop e permette a Perona di ritornare nel suo corpo. Il fantasma esplode, ma Usop riesce ad immagazzinare il colpo dentro ad un Impact Dial. Subito dopo Usop lo utilizza per purificare il vice comandante Hippo, dopodiché blocca il braccio del corpo di Perona al muro, spara sopra di esso centinaia di piccoli scarafaggi finti e la colpisce con un martello palloncino che dice di essere di dieci tonnellate, facendole perdere i sensi per la paura. |                   |                  |
| 362 | Zoro affronta Ryuma 「屋根に舞う斬撃！！決着ゾロVSリューマ」 - Yane ni mau zangeki!! Kecchaku Zoro VS Ryūma – "Danza di fendenti sul tetto!! Zoro contro Ryuma, il finale" | 13 luglio 2008    | 15 gennaio 2010  |
| 362 | Il duello tra Zoro e Ryuma è terminato. Cinque minuti prima i due spadaccini si erano affrontati a parole prima di iniziare a combattere. Zoro aveva ammesso di volersi impadronire della spada di Ryuma per tornare ad utilizzare la tecnica a tre spade. Quando il duello era cominciato i due nemici erano subito ricorsi alla loro massima potenza, causando ingenti danni alla torre in cui si trovavano. Secondo Brook entrambi avevano la stessa forza fisica. Il combattimento si era spostato sul tetto dove entrambi, dopo numerosi altri attacchi, si erano fermati per studiarsi e recuperare le energie. Ryuma aveva improvvisamente sferrato un fendente micidiale, ma Zoro l'aveva schivato saltando in aria. Da lì, Zoro aveva preparato il proprio attacco finale, subito imitato da Ryuma. Come conseguenza dell'impatto il corpo di Ryuma era stato gravemente danneggiato e Zoro era caduto dalla torre. Mentre il suo corpo iniziava a bruciare, Ryuma si era voltato verso Zoro e, riconoscendo la sconfitta, gli aveva ceduto la Shusui. Infine l'ombra torna da Brook. Il combattimento tra Rufy e l'ombra di Moria viene interrotto da Odr. |                   |                  |
| 363 | L'ira di Chopper 「チョッパー激怒！！ホグバック魔の医術」 - Choppā gekido!! Hogubakku ma no ijutsu – "La rabbia di Chopper!! La demoniaca pratica medica di Hogback" | 20 luglio 2008    | 18 gennaio 2010  |
| 363 | Chopper e Robin sono stati resi impotenti da Jigoro e Inuppe, gli zombie che contengono le ombre dei loro compagni, ma che ora sono fedeli solo a Hogback. Chopper attacca verbalmente Hogback, criticandolo per avere tradito gli ideali della medicina, ma questo gli rivela di avere sempre agito esclusivamente per soldi. Inoltre sostiene che le sue scoperte siano miracolose e lo dimostra picchiando Cindry e ordinandole di leccare il pavimento. Hogback spiega anche che quando Cindry era in vita, se ne era innamorato, ma Cindry era già fidanzata. Un giorno Cindry morì in un incidente e Hogback abbandonò il lavoro, finché Moria si presentò di fronte a Hogback proponendogli un'alleanza. Unendo le loro abilità, Cindry tornò in vita e Hogback accettò di creare altri zombie per Moria. Chopper afferra Cindry per le braccia per cercare di risvegliare la sua coscienza, ma Cindry si ribella e lo colpisce. Chopper insiste e Cindry si placa, così Hogback ordina a Jigoro e Inuppe di attaccare i due pirati. Nel farlo i due rischiano di farsi del male a vicenda, così iniziano a litigare e a combattere tra di loro. Robin utilizza una trappola psicologica e spinge Hogback ad ordinare ai due zombie di gettarsi dalla torre e i due obbediscono immediatamente. Hogback ordina a Cindry di difenderlo, ma Cindry inizia a piangere e non si muove, spiegando che è perché il suo corpo si sta ribellando. |                   |                  |
| 364 | Il ruggito di Ozu! 「オーズ吼える！！出て来い麦わらの一味」 - Ōzu hoeru!! Dete koi Mugiwara no ichimi – "Odr ruggisce!! Esci fuori, ciurma di Cappello di Paglia" | 3 agosto 2008     | 19 gennaio 2010  |
| 364 | Cindry recupera il controllo del suo corpo e Hogback, mentre fugge, le ordina di attaccare i pirati. Robin immobilizza Cindry con il suo potere mentre Chopper insegue Hogback, lo afferra e si prepara a sconfiggerlo. Moria ordina ad Odr di dare la caccia ai Pirati di Rufy. Odr riconosce subito Rufy e lo attacca, distruggendo una parte della villa. Alcune macerie travolgono Hogback immobilizzandolo e così ordina a Cindry di liberarlo, ma il corpo di questa ricomincia a non muoversi. Per questo motivo Odr, non accorgendosi della presenza di Hogback, lo schiaccia mentre cammina. Il caos provocato da Odr distrae Sanji, permettendo ad Absalom di rendere invisibile Nami e di rapirla ancora una volta. Sanji viene attaccato perché Odr ha riconosciuto il suo viso sul manifesto da ricercato e finisce all'aperto, dove si trovano Zoro, Franky e Brook. Anche Usop, Robin e Chopper raggiungono il tetto di un palazzo e osservano Odr, che li sta cercando per ucciderli. |                   |                  |
| 365 | Il nemico è Rubber! 「敵はルフィ！！最強ゾンビ対麦わらの一味」 - Teki wa Rufi!! Saikyō zonbi tai Mugiwara no ichimi – "Il nemico è Rufy!! Lo zombie più forte contro la ciurma di Cappello di Paglia" | 10 agosto 2008    | 20 gennaio 2010  |
| 365 | Sanji prova a parlare con Odr, che però ha perso il carattere di Rufy ed è diventato fedele a Moria. Odr, inoltre, riconosce nuovamente Sanji dall'immagine della taglia e si prepara ad attaccarlo. Rufy continua ad inseguire Moria, mentre Absalom si prepara a ripetere la cerimonia per sposare Nami. Prima che possa concluderla però, viene interrotto da Hildon, che è alla ricerca di Moria. Quando finalmente lo trova nella foresta ancora inseguito da Rufy, lo informa che Thriller Bark sta andando alla deriva, ma Moria non se ne preoccupa. Sanji schiva gli attacchi di Odr, ma i suoi calci non hanno effetto su Odr. Odr riesce a metterlo fuori combattimento, ma Usop usa uno dei suoi proiettili infuocati per distrarlo prima che possa ucciderlo. Zoro potenzia le sue braccia e riesce a tagliare una zanna di Odr, ma viene scagliato per aria e salvato da Robin, mentre Franky lo colpisce con le sue armi e Chopper gli tira un pugno. Però Zoro, Franky e Brook vengono colpiti e tramortiti. Prima che Odr possa ucciderli Usop prova a fargli ingoiare alcuni sacchetti di sale, ma per Odr che è troppo grande non è una quantità sufficiente. Odr allora colpisce anche Usop, Chopper e Robin. L'intera ciurma è inerme contro Odr. |                   |                  |
| 366 | Amiche per la pelle 「倒れろアブサロム！！ナミ友情の雷撃！！」 - Taorero Abusaromu!! Nami yūjō no raigeki!! – "Absalom al tappeto!! Il fulmine dell'amicizia di Nami!!" | 17 agosto 2008    | 21 gennaio 2010  |
| 366 | Odr va alla ricerca dei rimanenti membri dei Pirati di Rufy. Altrove Perona si risveglia circondata da alcuni zombie e viene aggiornata su quanto sta succedendo. Odr ha sconfitto i general zombie e ha schiacciato Hogback e la ciurma di Rufy è ancora nei paraggi. Non sapendo che Odr non è stato domato si preoccupa per la sua incolumità e ordina ai suoi servitori di caricare il tesoro e il cibo dell'isola a bordo della Thousand Sunny, con cui Perona pianifica di fuggire. Absalom invece cerca ancora di sposare Nami, ma lei si sveglia e cerca di impedirlo. Laura inoltre, fa irruzione nella stanza e cerca di costringere Absalom a sposarla. Poi fa finta di combatter contro Nami, che lei crede essere un uomo perché possa fuggire. Absalom la colpisce con i suoi bazooka invisibili e le fa perdere i sensi, così Nami decide di vendicare Laura: attacca Absalom con la sua arma e lo fulmina, ed egli, già indebolito dai precedenti attacchi di Sanji, viene sconfitto. Nel frattempo Laura si riprende e rivela di aver sempre saputo che Nami fosse una donna e si dirige da Absalom per sposarlo Rufy continua a perlustrare la foresta alla ricerca di Moria. I suoi compagni nel frattempo riprendono i sensi e si preparano a combattere di nuovo contro Odr. |                   |                  |
| 367 | Ciurma all'attacco 「奪えダウン！！必殺麦わらドッキング？」 - Ubae daun!! Hissatsu Mugiwara dokkingu? – "One Down!! Il micidiale assemblaggio dei Cappello di Paglia?" | 24 agosto 2008    | 22 gennaio 2010  |
| 367 | Laura aggiorna Nami su quello che è successo mentre era priva di sensi. Subito dopo Nami si allontana e raggiunge la stanza del tesoro, ma la trova vuota. In compenso si imbatte in due wild zombie e decide di interrogarli per scoprire dove sia stato spostato. All'esterno della villa gli altri compagni di Rufy si preparano ad attaccare Odr, ma questo ha le corna incastrate per terra e la ciurma di Cappello di Paglia inizia a colpirlo. Odr si libera ed inizia ad attaccare, ma Zoro reagisce attaccandolo sotto le ginocchia. Brook intanto raggiunge le cucine di Thriller Bark e recupera le energie bevendo un po' di latte, poi si mette alla ricerca di sale in modo da purificare Odr. Gli zombie al servizio di Perona continuano a caricare a bordo della Thousand Sunny il cibo ed il tesoro che hanno accumulato. Con un gioco di squadra i Pirati di Rufy mandano al tappeto Odr. Nel frattempo giunge sull'isola Orso Bartholomew, della Flotta dei Sette, e dice di essere alla ricerca di Moria. |                   |                  |
| 368 | Zombie in ginocchio 「足音なき襲来！！ 謎の訪問者•暴君くま」 - Ashioto naki shūrai!! Nazo no bōmonsha: bōkun Kuma – "Un arrivo silenzioso!! Il visitatore misterioso: Orso il tiranno" | 31 agosto 2008    | 25 gennaio 2010  |
| 368 | Nami si lancia all'inseguimento di Perona, che sta caricando il tesoro di Thriller Bark sulla Sunny. Odr è crollato a terra e cerca di rialzarsi, ma scopre che le corna si sono incastrate nel terreno, quindi i pirati ne approfittano e lo attaccano a ripetizione, finché non riesce a liberarsi. Usop, Franky e Chopper raggiungono la fronte di Odr ed iniziano a deriderlo: poiché Odr possiede la personalità di Rufy cade nel loro tranello e si sferra da solo un pugno in testa. La ciurma capisce quindi che il punto debole di Odr è l'ingenuità e ne approfittano per colpirlo nuovamente. Nami raggiunge la Thousand Sunny e Perona crea alcuni fantasmi esplosivi, ma prima che possa lanciarli viene interrotta da Orso. Perona lo riconosce e si spaventa, ma poi decide di sconfiggerlo per consegnare la sua ombra a Moria. Orso, per nulla intimorito, la tocca appena, facendola scomparire nel nulla. Orso rivolge la sua attenzione a Nami, la riconosce e le chiede se Rufy abbia un fratello. Lei risponde di sì e l'uomo si allontana senza rivelare le proprie intenzioni. Rufy intanto raggiunge Moria, ma scopre che in realtà c'è solo la sua ombra. |                   |                  |
| 369 | Fuori dalla nebbia 「オーズ+モリア 力と頭脳の最強合体」 - Ōzu Purasu Moria. Chikara to zunō no saikyō gattai – "Odr + Moria. La più grande combinazione di intelligenza e forza" | 7 settembre 2008  | 26 gennaio 2010  |
| 369 | La ciurma continua ad affrontare Odr e Zoro decide di provare la nuova spada. Nel frattempo Orso giunge da Moria e lo informa della nomina di Barbanera nella Flotta dei sette, per sostituire Crocodile. Gli spiega inoltre che il governo tiene d'occhio la ciurma di Rufy e si immaginavano che Moria si sarebbe imbattuto in lui e per evitare che il pirata sconfiggesse un altro della Flotta dei Sette, Orso si offre per aiutarlo. Moria rifiuta l'offerta di aiuto di Orso ed entra nello stomaco di Odr per guidarlo contro la ciurma. Usop corre in cucina a raccogliere del sale per purificare Odr, ma Odr distrugge il passaggio che vi conduce. Brook riesce a salvare Usop e a portare alla ciurma di Rufy un grosso sacco di sale. |                   |                  |
| 370 | L'ora della resa dei conti! 「逆転への泌策 ナイトメア•ルフィ見参」 - Gyakuten e no hisaku. Naitomea Rufi kensan – "Il piano segreto per capovolgere la situazione. L'incontro con Nightmare Rufy" | 14 settembre 2008 | 27 gennaio 2010  |
| 370 | Brook spiega di essere stato nelle cucine di Thriller Bark, dove ha bevuto un po' di latte per riacquistare le forze e ha trovato il sale necessario a purificare Odr. La ciurma di Rufy riparte all'attacco: Usop e Franky, con una mossa combinata, danno fuoco a Odr, mentre Zoro e Sanji provvedono a lanciargli contro interi piani di una torre. Franky poi si scaglia direttamente verso Moria per sparargli, ma Odr lo colpisce con un calcio che distrugge un intero edificio. Prima che Franky possa ricevere il colpo di grazia però interviene Nami, che fulmina i due nemici per permettere al cyborg di portarsi in salvo. Odr ricomincia ad attaccare i pirati e questa volta dimostra di potersi allungare. Rufy, nella foresta, viene raggiunto dai pirati Rolling, che si offrono di renderlo infinitamente più forte affinché sia in grado di sconfiggere Moria. Così lo immobilizzano e inseriscono dentro di Rufy una delle ombre che hanno accumulato negli anni mentre purificavano gli zombie. In questo, per dieci minuti, Rufy acquista le abilità da spadaccino dell'ombra che possiede. Per potenziare Rufy vengono poi inserite dentro il suo corpo cento ombre, trasformandolo. |                   |                  |
| 371 | La rivoluzione delle ombre 「壊滅、麦わら一味 カゲカゲの能力全開」 - Kaimetsu, Mugiwara Ichimi. Kage Kage no nōryoku zenkai – "La ciurma di Cappello di Paglia è annientata. La potenza distruttiva dello Shadow Shadow" | 21 settembre 2008 | 28 gennaio 2010  |
| 371 | Odr attacca la ciurma di Rufy con la sua nuova capacità di allungarsi e Moria spiega che è merito del frutto Shadow Shadow. Grazie ad esso può modificare a suo piacimento la forma dell'ombra di Odr e di conseguenza anche il suo corpo. Brook, Robin, Nami e Usop effettuano un attacco combinato con cui lo scheletro trapassa la spalla di Odr, che si vendica travolgendolo con un calcio. Prima che Odr possa mettere fuori combattimento anche Usop, Robin immobilizza Moria utilizzando la sua abilità e fermandolo temporaneamente. Moria però si sostituisce alla propria ombra liberandosi dalla presa e ruba a Robin la sua ombra per farla svenire. Nel frattempo Chopper osservando il corpo di Odr, capisce che Odr è morto per assideramento e che il suo braccio destro gli si era staccato, perciò si può staccare facilmente e ridurre i suoi attacchi. Sanji e Chopper colpiscono ancora una volta quel punto, ma poi vengono sconfitti con una raffica di pugni. |                   |                  |
| 372 | Tre pirati contro Ozu 「超絶バトルスタート！ ルフィVSルフィ」 - Chōzetsu batoru sutāto! Rufi VS Rufi – "Inizia la resa dei conti! Rufy contro Rufy" | 28 settembre 2008 | 29 gennaio 2010  |
| 372 | Zoro attacca Odr, ma ha difficoltà a colpirlo e a schivare gli attacchi dello zombie, tanto che alla fine viene travolto da un colpo. Usop approfitta della distrazione di Odr per scagliargli in bocca un grosso sacco di sale, ma l'ombra di Moria lo estrae prima che sia troppo tardi. Subito dopo Odr si lancia all'attacco di Nami e Usop e li calpesta ripetutamente, finché non scopre che non li sta schiacciando. A farglielo notare è Rufy, che dopo essere stato potenziato con l'inserimento nel suo corpo di cento ombre si è trasformato. In questa forma è talmente veloce che ha portato in salvo i suoi compagni senza che Odr lo vedesse ed è così forte da fermare con una sola mano il suo pugno. I suoi attacchi mandano ripetutamente Odr al tappeto e l'associazione vittime del furto d'ombra ne approfitta per portare in salvo i pirati svenuti. Rufy inizia a colpire Odr allo stomaco il punto in cui risiede Moria, finché Odr si schianta contro un edificio. A quel punto, Rufy crolla a terra e le ombre escono dal suo corpo, tornando ai loro legittimi proprietari. |                   |                  |
| 373 | Moria il padrone delle ombre 「決着迫る！ たたき込め、とどめの一撃」 - Kecchaku semaru! Tatakikome, todome no ichigeki – "Si avvicina la fine! Sferra il colpo finale" | 5 ottobre 2008    | 9 giugno 2010    |
| 373 | Odr e Moria hanno perso i sensi e Rufy crolla a terra dalla fatica. Le ombre rubate, però, animano ancora gli zombie di Thriller Bark invece di tornare ai legittimi proprietari. Improvvisamente Odr si rialza in piedi e l'associazione vittime del furto d'ombra non ha più idee da attuare, ma i Pirati di Rufy si preparano a combattere di nuovo. Mentre Brook trasporta Rufy fino alla cima del palazzo, Nami fa piovere su Odr; Usop e Franky invece costruiscono un tubo che getta aria fredda sulle sue gambe, finendo per congelare la parte inferiore del suo corpo immobilizzandolo. Anche Sanji contribuisce avvolgendo una catena attorno al busto di Odr in modo che non possa schivare l'ultimo attacco di Rufy. Rufy si fa scagliare dall'alto verso Odr e attiva il Gear Third: il suo attacco spezza in vari punti la spina dorsale di Odr. Odr anche se ancora vivo, non può più muoversi. A quel punto, Moria si rialza e si infuria per come è stata ridotta Thriller Bark; infine deride i compagni di Rufy sostenendo che sono troppo deboli per sopravvivere nel Nuovo Mondo. Dopodiché inizia ad assorbire tutte le ombre contenute negli zombie per potenziarsi e sconfiggere definitivamente gli avversari. Ne assorbe ben mille, diventando gigantesco. |                   |                  |
| 374 | Scorpacciata di ombre 「肉体が消える！ 悪夢の島に射す朝日！」 - Karada ga kieru! Akumu no shima ni sasu asahi! – "I corpi si dissolvono! Il sole del mattino splende sull'isola dell'incubo!" | 12 ottobre 2008   | 10 giugno 2010   |
| 374 | I membri dell'associazione vittime del furto d'ombra fuggono terrorizzati dall'aspetto di Moria. Laura però rimane impassibile, decisa a restare fino alla fine accanto ai Pirati di Rufy. Zoro è sicuro che Rufy vincerà il duello e che l'unico fattore incerto è se ciò accadrà prima o dopo che il sole li colpisca. Rufy attiva il Gear Second e riesce a schivare gli attacchi di Moria; inoltre lo colpisce ripetutamente e ogni volta si lascia sfuggire qualche ombra. Moria riesce comunque ad immobilizzare Rufy con la sua ombra e poi cerca di schiacciarlo con pugni e calci. Quando Moria smette di attaccare, Rufy è ancora in forze anche se affaticato. Senza disattivare il Gear Second attiva il Gear Third e si scaglia contro Moria: il colpo spinge Moria al limite e deve sforzarsi per evitare di sputare le ombre. L'attacco successivo fa cadere l'edificio principale di Thriller Bark addosso a Moria, che perde i sensi, lasciando fuggire le ombre. Rufy, Zoro, Sanji e Robin iniziano a bruciare perché il sole li sta colpendo. |                   |                  |
| 375 | Un nemico dopo l'altro 「終わらない危機！麦わら一味抹殺指令」 - Owaranai kiki! Mugiwara Ichimi massatsu shirei – "La crisi senza fine! Ordini di eliminare la ciurma di Cappello di Paglia" | 19 ottobre 2008   | 11 giugno 2010   |
| 375 | I corpi di Rufy, Zoro, Sanji e Robin continuano a bruciare per l'esposizione ai raggi solari. Le ombre che Moria aveva rubato nel giro di molti anni stanno tornando ai loro legittimi proprietari e quando le persone se ne accorgono, festeggiano. Prima che sia troppo tardi anche le quattro ombre dei pirati si riuniscono ai loro corpi, ripristinando il loro vero aspetto. L'associazione vittime del furto d'ombra raggiunge i compagni di Rufy e li ringrazia per avere sconfitto Moria. Durante i festeggiamenti, però, Nami si ricorda all'improvviso che sull'isola è presente Orso. Proprio in quel momento Orso compare alle spalle di tutti i presenti e riceve l'ordine di eliminare tutti i testimoni della sconfitta di Moria. Zoro si fa avanti per proteggere i suoi compagni, così Nami lo informa che Orso possiede i poteri di un frutto del diavolo. Orso infatti si sposta a velocità sovrumana in mezzo ai membri dell'associazione vittime del furto d'ombra e sconfigge alcuni di coloro che cercano di attaccarlo. Dopodiché raggiunge Zoro, con l'intenzione di affrontarlo. |                   |                  |
| 376 | Gli incredibili poteri del frutto Pad Pad 「すべてを弾くくまのニキュニキュの能力」 - Subete o hiku Kuma no Nikyu Nikyu no nōryoku – "I poteri Pad Pad di Orso che deviano ogni cosa" | 9 novembre 2008   | 14 giugno 2010   |
| 376 | Zoro si prepara ad affrontare Orso. Orso si dimostra molto più veloce di Zoro, che riesce a malapena a schivare gli attacchi; inoltre ogni fendente viene respinto senza difficoltà a mani nude. La causa di ciò è il frutto Pad Pad che Orso ha mangiato, che lo rende in grado di respingere qualsiasi cosa tocchi: per questo è in grado di sferrare attacchi a distanza creando un forte spostamento d'aria. Sanji prova ad intervenire, ma un suo calcio non ha nessun effetto e al contrario Sanji si fa male. Anche un attacco di Usop non va a buon fine. Orso offre a tutti quanti un accordo: risparmierà la vita dei presenti se essi gli lasceranno uccidere Rufy ancora svenuto. Sia la sua ciurma che l'associazione vittime del furto d'ombra rifiutano l'offerta e perciò Orso sferra un'onda d'urto fatta di aria compressa rilasciata istantaneamente che riduce tutti gli edifici in macerie. |                   |                  |
| 377 | Gesto eroico 「仲間の痛みは我が痛み ゾロ決死の戦い」 - Nakama no itami wa waga itami. Zoro kesshi no tatakai – "Il dolore dei miei compagni è il mio dolore. Zoro combatte preparato a morire" | 16 novembre 2008  | 15 giugno 2010   |
| 377 | Orso si avvicina a Rufy ancora esausto dal combattimento contro Moria, ma mentre lo sta per prendere, Zoro riesce a colpirlo di sorpresa, tagliandolo e scoprendo così che è un cyborg. Infatti lui è stato trasformato in cyborg dal dottor Vegapunk. Zoro chiede poi di prendere la sua vita al posto di quella di Rufy. Anche Sanji stremato fa lo stesso, ma Zoro lo colpisce facendogli perdere i sensi e getta le spade, pronto a farsi colpire. Orso accetta la sua richiesta ed estrae tutto il dolore e la fatica provata da Rufy durante l'ultima battaglia inglobandola in una sfera. Zoro entra nella sfera e riesce a sopravvivere nonostante le atroci sofferenze. Poi Orso parte, notando molte somiglianze tra Rufy e Dragon. Il giorno dopo la ciurma di Rufy e quella di Laura si svegliano e Rufy per via di Orso si sveglia sano senza alcuna ferita, sotto lo stupore di tutti. Sanji cerca Zoro, trovandolo in piedi in mezzo ad un lago di sangue. |                   |                  |
| 378 | Festa grande 「遠い日の約束 海賊の唄と小さなクジラ」 - Tōi hi no yakusoku. Kaizoku no uta to chīsa na kujira – "Promessa di un giorno lontano. La canzone dei pirati ed una piccola balena" | 23 novembre 2008  | 16 giugno 2010   |
| 378 | Absalom e Hogback fuggono da Thriller Bark portando con sé Moria ancora privo di sensi e leggono che Ace è stato imprigionato a Impel Down. Il giorno dopo, Chopper continua a curare Zoro, mentre i fratelli Risky spiegano a Sanji quello che è successo dopo che è svenuto: Orso ha estratto la fatica e il dolore dal corpo di Rufy e Zoro li ha assorbiti dentro di sé. Sanji ordina ai due di non parlarne e di tenere nascosta la faccenda per non far preoccupare Rufy. Poco dopo, la ciurma di Rufy organizza una grande festa con il cibo trovato nelle dispense dell'isola. Nel bel mezzo dei divertimenti, Brook si siede al pianoforte e inizia a suonare Il liquore di Binks. Rufy chiede nuovamente a Brook di unirsi al suo equipaggio, perché ora Brook è di nuovo in possesso della sua ombra e può quindi esporsi alla luce del sole. Brook inizia a parlargli della promessa fatta a Lovoon e Rufy gli rivela di averlo incontrato poco tempo prima al promontorio Futago, dove Lovoon sta ancora aspettando con fiducia il ritorno dei suoi amici. La notizia riempie di gioia Brook, che inizia a suonare con ancora più entusiasmo e ripensa al suo passato. Un giorno, mentre navigava con i pirati Rumbar, Brook avvistò Lovoon che era triste perché si era perso dal suo branco. La ciurma perciò iniziò a suonare una canzone con l'intenzione di farlo tornare felice. |                   |                  |
| 379 | Il passato di Brook 「ブルックの過去 陽気な仲間悲しき別れ」 - Burukku no kako. Yōki na nakama kanashiki wakare – "Il passato di Brook. Triste addio all'allegra ciurma" | 30 novembre 2008  | 17 giugno 2010   |
| 379 | I pirati Rumbar scoprirono che Lovoon continuava a seguirli e gli si affezionarono. Il legame tra Lovoon e la ciurma crebbe ogni giorno: una volta la balena recuperò due uomini caduti in mare e in un'altra occasione i pirati bombardarono un mostro marino che voleva mangiarlo. Quando la ciurma decise di entrare nella Rotta Maggiore, pensò che fosse un luogo troppo pericoloso per Lovoon e Brook cercò di convincerlo a non seguirli più. Lovoon però si rifiutò di accettarlo e continuò ad accompagnarli; per questo l'equipaggio decise di ignorarlo con la speranza che la smettesse. Quando sembrò che il piano avesse funzionato i pirati risalirono la Reverse Mountain e raggiunsero il promontorio Futago, dove incontrarono Crocus, ma scoprirono che erano stati seguiti. Invece di arrabbiarsi, però i pirati festeggiarono con una canzone. Nei mesi successivi i pirati Rumbar si dedicarono alla riparazione della loro nave e Lovoon alla fine si convinse a restare al promontorio con Crocus. I suoi amici gli promisero che sarebbero tornati a prenderlo tra qualche anno, dopo avere circumnavigato la Rotta Maggiore. |                   |                  |
| 380 | Tra il presente e il passato 「ビンクスの酒 過去と現在をつなぐ唄」 - Binkusu no sake. Kako to genzai o tsunagu uta – "Il liquore di Binks. La canzone che collega passato e presente" | 7 dicembre 2008   | 18 giugno 2010   |
| 380 | Brook continua a ricordare il suo passato. Un giorno Yooki e altri membri della ciurma contrassero un'infezione estremamente contagiosa; decisero dunque di abbandonare i compagni cercando di uscire dalla Rotta Maggiore attraverso una fascia di bonaccia. L'equipaggio proseguì il viaggio fino al triangolo Florian, dove venne interamente sterminata da un'altra ciurma che usò frecce avvelenate. L'anima di Brook impiegò un anno a ritrovare il suo corpo; dopodiché lo scheletro raccolse i resti dei suoi defunti compagni e li ripose sottocoperta all'interno di alcune bare. Rimase poi in completa solitudine per cinquant'anni. Brook poi decide di fare ascoltare a Rufy e agli altri la versione de Il liquore di Binks che con i suoi compagni in fin di vita, registrarono su un Tone Dial per Lovoon. |                   |                  |
| 381 | Brook nella ciurma 「新たな仲間！音楽家・鼻唄のブルック」 - Aratana nakama! Ongakuka: hanauta no Burukku – "Un nuovo compagno! Musicista: il mormorante Brook" | 14 dicembre 2008  | 21 giugno 2010   |
| 381 | Brook accetta l'offerta di Rufy di unirsi alla sua ciurma. Questo genera altri motivi per festeggiare, mentre a grandissima distanza Lovoon lancia un urlo come se sapesse che il giorno in cui rivedrà Brook è più vicino. Due giorni dopo, Franky, Usop e Chopper terminano la costruzione di un monumento funebre per i Pirati Rumbar. Mentre Brook suona una canzone in loro memoria, lo raggiunse Zoro, che si è appena svegliato e che deposita ai suoi piedi ciò che resta della Yubashiri. Quando i due pirati raggiungono la Thousand Sunny, Rufy si prepara a salpare e Franky informa i Pirati Rolling che possono utilizzare la vecchia nave di Brook, che ha riparato. Laura spiega a Nami che la sua ciurma è originaria del Nuovo Mondo; inoltre le dona una Vivre Card che punta a sua madre, piratessa molto famosa nel Nuovo Mondo. Nami però non sa cosa sia una Vivre Card, così Laura glielo spiega: si tratta di un oggetto prodotto nel Nuovo Mondo a partire da un pezzo di unghia e che ha due caratteristiche: mostra la direzione in cui si trova e indica la sua forza vitale. Rufy estrae la Vivre Card che Ace gli ha donato, la quale si sta riducendo come se stesse bruciando e Laura spiega che significa che la sua vita si sta spegnendo. Rufy decide lo stesso di procedere verso l'isola degli uomini pesce, perché sostiene che Ace è in grado di badare a se stesso, ha le proprie avventure e si arrabbierebbe se si offrisse di aiutarlo. |                   |                  |

## DVD

### Giappone
Gli episodi della decima stagione di One Piece sono stati distribuiti in Giappone anche tramite DVD, tre per disco, da ottobre 2009.
| N° | Data              | Dischi | Episodi | Extra | Fonte  |
| -- | ----------------- | ------ | ------- | ----- | ------ |
| 1  | 7 ottobre 2009    | 1      | 337-339 | /     | [ 3 ]  |
| 2  | 6 novembre 2009   | 1      | 340-342 | /     | [ 4 ]  |
| 3  | 2 dicembre 2009   | 1      | 343-345 | /     | [ 5 ]  |
| 4  | 6 gennaio 2010    | 1      | 346-348 | /     | [ 6 ]  |
| 5  | 3 febbraio 2010   | 1      | 349-351 | /     | [ 7 ]  |
| 6  | 3 marzo 2010      | 1      | 352-354 | /     | [ 8 ]  |
| 7  | 7 aprile 2010     | 1      | 355-357 | /     | [ 9 ]  |
| 8  | 7 maggio 2010     | 1      | 358-360 | /     | [ 10 ] |
| 9  | 2 giugno 2010     | 1      | 361-363 | /     | [ 11 ] |
| 10 | 7 luglio 2010     | 1      | 364-366 | /     | [ 12 ] |
| 11 | 4 agosto 2010     | 1      | 367-369 | /     | [ 13 ] |
| 12 | 1º settembre 2010 | 1      | 370-372 | /     | [ 14 ] |
| 13 | 6 ottobre 2010    | 1      | 373-375 | /     | [ 15 ] |
| 14 | 5 novembre 2010   | 1      | 376-378 | /     | [ 16 ] |
| 15 | 1º dicembre 2010  | 1      | 379-381 | /     | [ 17 ] |